# Дайм'єль
Дайм'єль (ісп. Daimiel) — муніципалітет в Іспанії, у складі автономної спільноти Кастилія-Ла-Манча, у провінції Сьюдад-Реаль. Населення — 18 656 осіб (2010).
Муніципалітет розташований на відстані близько 150 км на південь від Мадрида, 28 км на схід від Сьюдад-Реаля.

## Демографія
Динаміка населення (INE ):

## Галерея зображень

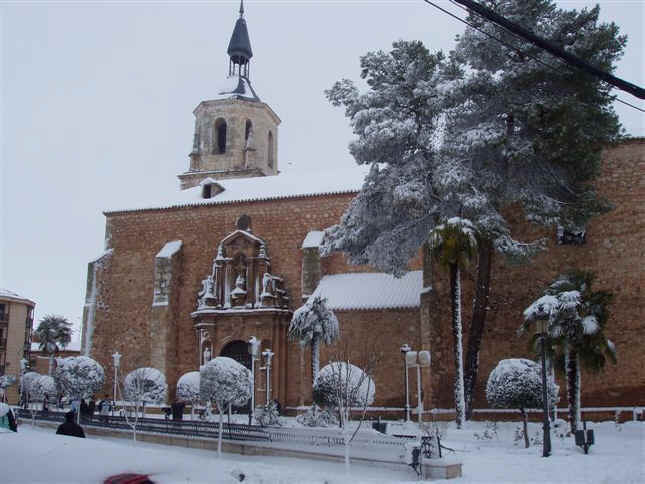
Парафіяльна церква Сан-Педро-Апостол
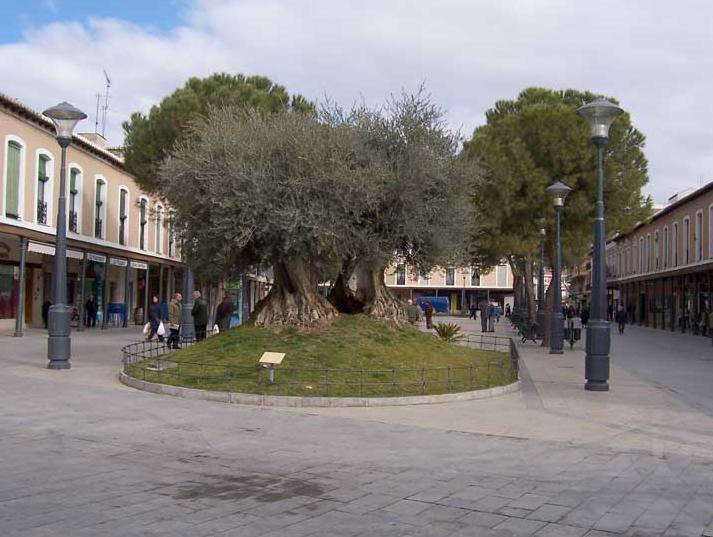
Пласа-де-Еспанья